# Chilo louisiadalis
Chilo louisiadalis là một loài bướm đêm trong họ Crambidae.
Loài này được mô tả bởi Hampson vào năm 1919. Nó được tìm thấy trên quần đảo Louisiade.